# Coyah (prefektur)
Coyah är en prefektur i Guinea.   Den ligger i regionen Kindia Region, i den västra delen av landet, 40 km nordost om huvudstaden Conakry. Antalet invånare är 156 452. Arean är 1 275 kvadratkilometer. Coyah gränsar till Préfecture de Dubréka, Kindia och Préfecture de Forécariah. 
Terrängen i Coyah är kuperad åt nordost, men åt sydväst är den platt.
Följande samhällen finns i Coyah:
- Coyah
- Mandékoté